# Arturo Belleza Rotor
Arturo Belleza Rotor (7 de junho de 1907 - 9 de abril de 1988) foi um médico, funcionário público, músico e escritor filipino.
Arturo Rotor graduou-se simultaneamente no Conservatório de Música e na Faculdade de Medicina. Ele treinou ainda na faculdade de medicina da Universidade Johns Hopkins, publicando um artigo sobre uma forma rara de hiperbilirrubinemia (icterícia), agora conhecida como síndrome de Rotor.